# أحمد الشمراني (لاعب كرة قدم مواليد 1994)
أحمد الشمراني لاعب كرة قدم سعودي.

## مسيرة اللاعب
لعب في أندية الاتحاد والباطن و الوحدة و الحزم و العين و هجر و النجمة.

## روابط خارجية
- أحمد الشمراني على موقع قاعدة بيانات كرة القدم.إي يو (الإنجليزية)
- أحمد الشمراني على موقع Soccerway.com (الإنجليزية)